# Atesta houstoni
Atesta houstoni là một loài bọ cánh cứng trong họ Cerambycidae.